# 阿久澤孝
阿久澤孝（あくざわ たかし）は、日本の財務官僚。財務省大臣官房審議官（主税局担当）を経て、内閣府大臣官房審議官（経済社会システム担当）兼内閣府規制改革推進室次長兼内閣官房内閣審議官（内閣官房副長官補付）兼内閣官房新しい資本主義実現本部事務局次長。

## 来歴
埼玉県出身。埼玉県立浦和高等学校から東京大学理科二類（教養学部）に入学。理系であったが、3年次からの専門課程では、教養学部（後期課程）教養学科国際関係論コースへ進学した。東大を卒業後、1991年に大蔵省に入省。主計局総務課企画係に配属。1992年 主計局調査課兼主計局主計企画官室（財政計画係）。その後は金融危機対応や官邸勤務、厚生労働省出向などを経験。財務省主計官補佐（主査）時代は社会保障分野の予算を担当。2008年7月から4年間、石川県で勤務。主計官（厚生労働第一担当）時代には医療制度改革を断行した。主計局法規課長や主計局総務課長、復興庁統括官付審議官などを経て、2021年10月5日 主計局次長（末席）。2022年6月24日 大臣官房審議官（主税局担当）。2023年7月4日 内閣府大臣官房審議官（経済社会システム担当）兼内閣府規制改革推進室次長。

## 略歴
- 1991年4月：大蔵省に入省。
- 1992年：主計局調査課 兼 主計局主計企画官室（財政計画係）[3]。
- 1993年：東京大学大学院経済学研究科研究員。
- 1995年：銀行局中小金融課。
- 1995年：銀行局調査課調査係長[5]。
- 1997年：内閣官房内閣内政審議室。
- 1998年：厚生省保険局企画課長補佐。
- 2000年：大蔵省大臣官房総合政策課長補佐 兼 内閣官房内閣内政審議室。
- 2001年1月6日：内閣官房行政改革推進事務局行政改革推進調整室員。
- 2002年：財務省主計局主計官補佐（厚生労働第六、七係主査）。
- 2003年：主計局総務課長補佐（企画）[6]。
- 2004年7月：主計局主計官補佐（厚生労働第三係主査）。
- 2006年：主計局主計官補佐（厚生労働第一、二係主査）。
- 2008年7月：石川県企画振興部長。
- 2010年4月：石川県総務部長。
- 2011年7月：主税局税制第二課主税企画官。
- 2012年8月10日：大臣官房付。
- 2012年8月：大臣官房付 兼 内閣官房内閣参事官（内閣官房副長官補付） 兼 内閣官房社会保障改革担当室参事官。
- 2013年3月15日：大臣官房付 兼 内閣官房内閣参事官（内閣官房副長官補付） 兼 内閣官房社会保障改革担当室参事官 兼 内閣官房健康・医療戦略室参事官 兼 内閣府国立研究開発法人日本医療研究開発機構担当室参事官。
- 2014年9月3日：大臣官房付 兼 内閣官房内閣参事官（内閣官房副長官補付） 兼 内閣官房社会保障改革担当室参事官 兼 内閣官房健康・医療戦略室参事官 兼 内閣官房まち・ひと・しごと創生本部事務局参事官 兼 内閣府国立研究開発法人日本医療研究開発機構担当室参事官。
- 2015年7月9日：主計局主計官（総務、地方財政、財務担当）。
- 2016年6月22日：主計局主計官（厚生労働第一担当）。
- 2018年7月17日：主計局法規課長。
- 2019年7月5日：主計局総務課長 兼 主計局法規課長。
- 2019年7月9日：主計局総務課長。
- 2020年7月20日：復興庁統括官付審議官。
- 2021年7月8日： 主計局次長（末席）。
- 2021年11月11日：主計局次長（末席） 兼 内閣官房内閣審議官（内閣官房副長官補付） 兼 内閣官房社会保障改革担当室審議官。
- 2021年11月19日：主計局次長（末席） 兼 内閣官房内閣審議官（内閣官房副長官補付） 兼 内閣官房社会保障改革担当室審議官 兼 内閣官房令和3年経済対策世帯給付金等事業企画室審議官。
- 2022年1月1日：主計局次長（末席）兼 内閣官房内閣審議官（内閣官房副長官補付） 兼 内閣官房全世代型社会保障構築本部事務局審議官 兼 内閣官房令和3年経済対策世帯給付金等事業企画室審議官。
- 2022年6月26日：大臣官房審議官（主税局担当）。
- 2023年7月4日：内閣府大臣官房審議官（経済社会システム担当） 兼 内閣府規制改革推進室次長 兼 内閣官房内閣審議官（内閣官房副長官補付） 兼 内閣官房新しい資本主義実現本部事務局次長。